# Svjetionik Rt Vošćica
Svjetionik Rt Vošćica je svjetionik na rtu Vošćica, na sjevernom vrhu otoka Krka.